# 天王星軌道穿越小行星
天王星軌道穿越小行星就是這顆小行星的軌道和天王星的軌道相交。以下列出已經編號的天王星軌道穿越小行星。多數甚至是全部的天王星軌道穿越小行星都是半人馬小行星。
備註：†表示內掠，‡表示外掠。
- 2060 凱龍 †
- 5145 人龍星
- 5335 達摩克里斯
- 7066 毒龍星
- 8405 飛龍星
- 10199 女凱龍星 †

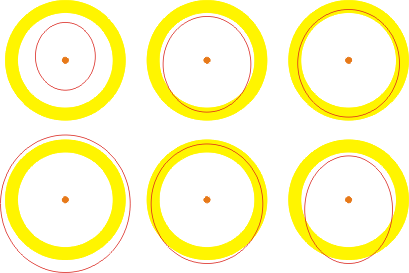
內離: 左上;
外離: 左下;
內掠(^{1}): 中上;
外掠(^{2}): 中下;
共軌: 右上;
穿越: 右下

- 10370 Hylonome（英语：10370 Hylonome） ‡
- 20461 迪爾雷札
- (29981) 1999 TD10
- 42355 Typhon
- (44594) 1999 OX3
- 49036 Pelion
- 52975 Cyllarus（英语：52975 Cyllarus）
- 54598 Bienor（英语：54598 Bienor） †
- 55576 Amycus（英语：55576 Amycus）
- (65407) 2002 RP120
- 65489 Ceto
- (73480) 2002 PN34
- 83982 Crantor
- (87555) 2000 QB243
- (88269) 2001 KF77 ‡
- (95626) 2002 GZ32